# Hausen im Wiesental
Hausen im Wiesental är en kommun och ort i Landkreis Lörrach i regionen Schwarzwald-Baar-Heuberg i Regierungsbezirk Freiburg i förbundslandet Baden-Württemberg i Tyskland.
Kommunen ingår i kommunalförbundet Schopfheim tillsammans med staden Schopfheim och kommunerna Hasel och Maulburg.